# الوكالة الرقمية اليابانية
الوكالة الرقمية اليابانية (デジタル庁 Dejitaru-chō) هي وكالة تابعة للحكومة اليابانية تأسست في 1 سبتمبر 2021، بهدف تعزيز الرقمنة (التحول للنظام الرقمي في المجالات المختلفة ) في اليابان.   الشعار هو "الحكومة كشركة ناشئة". 

## نبذة عن الوكالة
حتى قبل إقرار مشروع قانون إنشاء الوكالة الرقمية، كان مكتب الإستراتيجية الشاملة لتكنولوجيا المعلومات (IT) التابع لأمانة مجلس الوزراء ومكتب ترويج نظام الضمان الاجتماعي والأرقام الضريبية نشطين في مجالات تخصصهم.
وضع مجلس وزراء يوشيهيدي سوجا سياسة لافتة لتعزيز الرقمنة من خلال إنشاء وكالة رقمية جديدة وإلغاء الوظائف الإدارية المقسمة رأسياً.
الوكالة الرقمية مسؤولة عن مجال تكنولوجيا المعلومات بغرض تعزيز تكنولوجيا المعلومات ودي أكس ( التحول الرقمي ) للحكومات الوطنية والمحلية. بالإضافة إلى ذلك، تم تعيين حوالي 130 من أصل حوالي 600 موظف عند الافتتاح من القطاع الخاص مثل شركات تكنولوجيا المعلومات. 
تم تعيين تاكويا هيراي كأول وزير رقمي ، وتم تعيين يوكو إيشيكورا، الأستاذ الفخري في جامعة هيتوتسوباشي ، كأول مدير رقمي.  تم تعيين كارين ماكيشيما وزيرة في الحكومة القادمة. في أبريل 2022، أفيد أن يوكو إيشيكورا سيتنحى عن منصبه كرئيس للوكالة الرقمية بسبب مشاكل صحية. ولم يتم بعد اختيار بديل إيشيكورا لكن الحكومة تخطط للنظر في انتخاب شخص من القطاع الخاص.  تم استبدال إيشيكورا بـ تاكاشي أسانوما. 

## المهام الرئيسية
- نظام المعلومات الحكومي الوطني [10]
  - القضاء على الآثار الضارة للتقسيم الإداري عموديا، وتعزيز التكامل والتكامل بين نظم المعلومات الحكومية، وتسهيل التعاون مع أنظمة القطاع الخاص
- البنية التحتية الرقمية المشتركة بين جميع المناطق
  - توحيد نظم المعلومات للحكومات المحلية [11]
- الرقم الفردي (نظام الضمان الاجتماعي والرقم الضريبي)
  - تحقيق مجتمع يستطيع فيه الأفراد تنفيذ الإجراءات الإدارية عبر الإنترنت بطريقة متكاملة باستخدام الرقم الفردي
  - تلتزم حكومة سوجا بحصول جميع المواطنين على بطاقة هوية شخصية ذات رقم فردي بحلول نهاية عام 2022.
- حقل "شبه عام".
  - تعزيز الرقمنة في المجالات المرتبطة ارتباطًا وثيقًا بالحياة اليومية مثل الرعاية الطبية والتعليم والوقاية من الكوارث [3]
- استخدام البيانات
  - تطوير "السجل الأساسي" الذي يكون بمثابة البيانات الأساسية للمجتمع
  - إنجاز الإجراءات الإدارية "مرة واحدة فقط" (مبدأ أن المعلومات بمجرد إرسالها لا تحتاج إلى إعادة إرسالها)

## إنتقادات

### تغطية ترفيهية من قبل رؤساءإن تي تي
بعد أن أصبح تاكويا هيراي أول وزير رقمي، أفيد أنه تم الاشتباه في أن هيراي قد استضافه رئيس شركة شركة نيبون للتلغراف والهاتف (إن تي تي) جون ساوادا مرتين، في 2 أكتوبر و4 ديسمبر 2020. 
في 24 سبتمبر 2021، تمت معاقبة نائب المدير العام الرقمي كويتشي أكايشي بتخفيض راتبه بمقدار عُشر (شهر واحد) بسبب تلقيه ترفيهًا مفرطًا.[بحاجة لمصدر]

### العمل عن بعد
في 27 أغسطس 2022، عاد رئيس الوزراء الياباني فوميو كيشيدا إلى مكتبه بعد أن تعافى من فيروس كوفيد-19 أوميكرون ، لذلك عمل عن بعد من المقر الرسمي لرئيس الوزراء. تولى كيشيدا مهامه الرسمية عبر الإنترنت، لكن كان لا يزال يتعين على الوزراء والبيروقراطيين والمراسلين التجمع شخصيًا في كانتيه (مكتب رئيس الوزراء الياباني).  وذلك لأنهم استخدموا الإنترانت بشكل صارم لأسباب أمنية. وبالتالي، لم يكن من الممكن عقد اجتماعات عبر الإنترنت أو العمل الفعلي عن بعد من المنزل.  تم انتقاد اليابان باعتبارها "دولة متخلفة رقميًا". 

### أجهزة هانكو والفاكس
وفي عام 2021، تم حث الوزارات على إنهاء متطلبات هانكو (ختم التوقيع) لـ 785 نوعًا من الإجراءات، أي 96% من الإجمالي، بما في ذلك المستندات الضريبية.  عارض العديد من السياسيين وقف إنتاج الهانكو الإقليمي المنحوت يدويًا، وهو "رمز لليابان".  لا يزال يتعين على هانكو التوقيع على عدد كبير من الوثائق الحكومية.  ادعت مئات المكاتب الحكومية أن إلغاء أجهزة الفاكس أمر مستحيل، وبالتالي تراجع الوزراء.  توقفت العديد من البلدان الأخرى عن استخدام أجهزة الفاكس منذ سنوات. 

### تخزين القرص
في 31 أغسطس 2022، غرد وزير الرقمية تارو كونو أن حوالي 1900 إجراء حكومي يتطلب من مجتمع الأعمال استخدام تخزين القرص لتقديم الطلبات والنماذج الأخرى.  صرح كونو أنهم يخططون لتغيير هذه اللوائح إلى الإنترنت. 

### الخدمات المصرفية
إن رقمنة الخدمات المصرفية بطيئة في اليابان بسبب استمرار استخدام النقد على نطاق واسع (أكثر من 80٪ من المدفوعات تتم نقدًا)، والجمود في الصناعة.  تطلب البنوك اليابانية من العملاء زيارة البنك شخصيًا لترتيب الأمور. نسبيا في بلدان أخرى من الممكن القيام بمثل هذه الأشياء عبر الإنترنت وعبر الخدمات المصرفية عبر الهاتف . في عام 2019، كان هدف حكومة البلاد هو زيادة المدفوعات غير النقدية إلى 40 بالمائة بحلول عام 2025.  اعتبارًا من عام 2020، بلغت نسبة المدفوعات غير النقدية 18% وفقًا للحكومة اليابانية. 

### القدرة التنافسية
وفي عام 2022، احتلت اليابان المرتبة 29 من بين 63 دولة من حيث القدرة التنافسية الرقمية العالمية وفقًا للمعهد السويسري.  تعاني البلاد من نقص في العمال الرقميين المهرة.  احتلت اليابان المرتبة 63 في 4 معايير مثل الخبرة الدولية وخفة الحركة التجارية، ولكنها احتلت المركز الأول في نسبة الطلاب إلى المعلمين.